# Kalivody
Kalivody (německy Trübwasser) jsou obec v okrese Rakovník ve Středočeském kraji. Nachází se asi 7,5 kilometru severozápadně od Nového Strašecí, čtrnáct kilometrů severovýchodně od Rakovníka a sedmnáct kilometrů západně od Slaného. Žije zde 100 obyvatel.

## Název
Název vesnice je odvozen z příjmení Kalivod ve významu ves Kalivodů, tj. Kalivodovy rodiny. V historických pramenech se jméno vsi objevuje ve tvarech: de Kalivoda (1389), kaliwoda (1542), na Kalivodě (1571), „ves celou Kalywody“ (1615), Kaliwoda (1785) a Kaliwod nebo Kaliwoda (1845). V lidovém podání se používaly také názvy v mužském rodě: Kalivod nebo Kalvod.

## Historie
První písemná zmínka o Kalivodech pochází z roku 1389, kdy Petr Hrabaně z Kalivod (de Kalivoda) a jeho stejnojmenný synovec věnovali plat ze vsí Kalivody a Přerubenice kostelu v Srbči. V roce 1577 vesnici koupil Adam Hruška z Března.

### Územněsprávní začlenění
Dějiny územněsprávního začleňování zahrnují období od roku 1850 do současnosti. V chronologickém přehledu je uvedena územně administrativní příslušnost obce v roce, kdy ke změně došlo:
- 1850 země česká, kraj Praha, politický okres Rakovník, soudní okres Nové Strašecí[6]
- 1855 země česká, kraj Praha, soudní okres Nové Strašecí
- 1868 země česká, politický okres Slaný, soudní okres Nové Strašecí
- 1939 země česká, Oberlandrat Kladno, politický okres Slaný, soudní okres Nové Strašecí[7]
- 1942 země česká, Oberlandrat Praha, politický okres Slaný, soudní okres Nové Strašecí[8]
- 1945 země česká, správní okres Slaný, soudní okres Nové Strašecí[9]
- 1949 Pražský kraj, okres Nové Strašecí[10]
- 1960 Středočeský kraj, okres Rakovník
- 2003 Středočeský kraj, obec s rozšířenou působností Rakovník

## Přírodní poměry
V lesích tři kilometry západně od vsi pramení a skrze Kalivody pak protéká Bakovský potok. Podél něj v okolí rybníků Žabach a Poboř leží leží přírodní památka Kalivody.

## Doprava
Do vesnice vede silnice III. třídy. Ve vzdálenosti jeden kilometr probíhá silnice I/16 v úseku Řevničov–Slaný. Železniční trať ani stanice na území obce nejsou. V obci zastavují autobusové linky 583 (Milý, Bor – Mšec – Nové Strašecí) a 628 (Řevničov – Mšec – Kladno).

## Pamětihodnosti
- Roubený patrový dům čp. 6

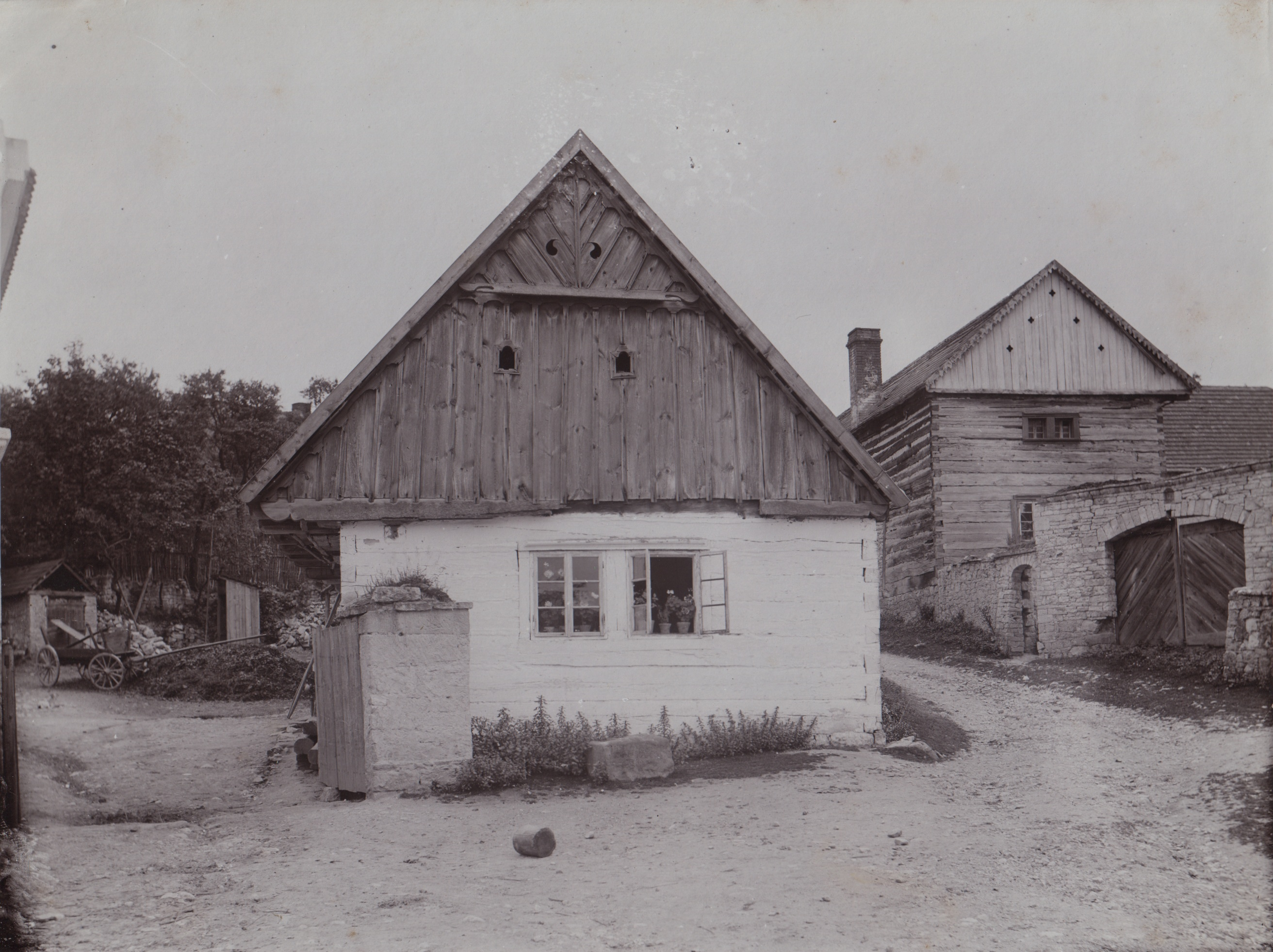
Kalivody na fotografii Františka Durase z roku 1905, dům čp. 5 (zbořeno), vpravo patrový roubený dům čp. 6

- Údolím Bakovského potoka vede naučná stezka Kalivodské bučiny.